# درخت کریسمس آقای ویلیوبی
درخت کریسمس آقای ویلیوبی (انگلیسی: Mr. Willowby's Christmas Tree) یک برنامه ویژه کریسمس به کارگردانی جان استون است که در سال ۱۹۹۵ در شبکه سی‌بی‌اس منتشر شد. از بازیگران آن می‌توان به رابرت داونی جونیور، لسلی نیلسن، و استاکرد چنینگ اشاره کرد.
این فیلم توسط نبیسکو حمایت مالی می‌شد.
این فیلم بر اساس کتابی با همین نام به نوشته رابرت بری ساخته شده‌است. در سال ۲۰۰۵ درخت کریسمس آقای ویلیوبی به صورت تئاتر برای کودکان اجرا شد.